# Histoire comique des États et Empires du Soleil
L’Histoire comique des États et Empires du Soleil est une œuvre posthume de Savinien de Cyrano de Bergerac qui fait suite à l’Histoire comique des États et Empires de la Lune.
Sûrement écrit entre 1650 et 1655 , ce texte n'est publié qu'en 1662, après la mort de l'auteur, aux côtés  des Entretiens pointus, de lettres et d'un Fragment de physique dans un ouvrage intitulé Nouvelles œuvres de M. Cyrano de Bergerac. Il est inachevé, malgré le mot « Fin » concluant le texte.

## Résumé
Le héros, Dyrcona (anagramme de «Cyrano d»), revenu de son voyage dans la Lune, est accueilli par son ami le Comte de Colignac, habitant près de Toulouse. Il raconte, puis écrit l'histoire de son voyage, et vaque à des loisirs avec Colignac et le voisin de celui-ci, le Marquis de Cussan. Mais son récit n'est pas du goût de tous. Les « Barbes à longue robe »  se succèdent auprès du héros pour l'interroger à ce sujet. Accusé de sorcellerie par le curé de Colignac, il est arrêté, s'évade, est entraîné dans une course-poursuite à l'issue de laquelle il est de nouveau emprisonné. Ayant du temps et étant confortablement installé dans une cellule avec terrasse, il construit diverses inventions, dont une machine composée de miroirs en parabole censée pouvoir voler avec un passager. Il espère ainsi rejoindre le domaine de Colignac, mais a mal calculé les capacités de son engin.
Il s'envole donc, contre son gré, vers le Soleil. La présence de plus en plus importante du Soleil le rend toujours plus heureux et l'empêche d'avoir faim. Il accoste finalement sur une macule (satellite ou petite planète du Soleil), où il s'entretient avec un petit homme lui parlant dans une langue qui lui est inconnue mais qu'il comprend très vite, car elle est proche de la réalité.
Puis il reprend son voyage vers le Soleil, et s'en approche tellement qu'il devient, ainsi que sa machine, transparent. Un faux mouvement le fait choir et casse son appareil. Lui tombe sur le Soleil, où il se promène avant de s'endormir. À son réveil, il aperçoit près de lui un arbre semblant fait de pierres précieuses et perles, surplombé d'un rossignol. Tout l'arbre se décompose en plusieurs entités pour ensuite former un corps humain. Le roi de ce peuple explique au narrateur l'histoire du rossignol, ainsi que celle de son peuple polymorphe, habitant la partie éclairée du Soleil.
Puis il rencontre un phénix, qui le conduit au royaume des oiseaux. Là-bas, il est arrêté et jugé pour n'être, d'après eux, pas doué de raison, voire d'être un monstre de par son humanité. Il est condamné à être dévoré par des mouches, abeilles et autres puces, et gracié par l'intervention in extremis du perroquet de sa cousine, avec lequel il discutait autrefois. Ses geôliers le libèrent et le conduisent en forêt, où il entend les arbres parler. Il apprend ainsi l'histoire des amants devenus arbres dont les fruits déclenchent les passions et sont à l'origine de l'attraction de l'aimant et du fer. Après cela, il rencontre le philosophe et scientifique Campanella, qui lui décrit ce qu'il a sous les yeux comme étant un combat entre une salamandre et une rémore.
Ils cheminent ensuite vers la Province des Philosophes, longeant le lac du Sommeil, les fontaines des cinq Sens et les rivières Mémoire, Imagination et Jugement, rencontrant des habitants du royaume des Amoureux venus demander justice à Socrate. Le voyage se termine avec la rencontre de Descartes, nouvellement arrivé au Soleil puisqu'il vient de mourir.

## Topologie du Soleil
Les régions éclairées :
- Peuple polymorphe

Les régions opaques :
- Royaume des Oiseaux
- Royaume des Philosophes
- Forêt
- Lac/Étang du Sommeil
- Fontaine du Goût
- Fontaine du Toucher
- Fontaine de l’Ouïe
- Fontaine de l’Odorat
- Fontaine de la Vue
- Rivière de la Mémoire
- Rivière de l’Imagination
- Rivière du Jugement

## Hommages
La pianiste et compositrice de jazz française Leïla Olivesi a publié en 2015 Utopia, un album inspiré par les écrits de Cyrano de Bergerac.